# Lothaire Bluteau
Lothaire Bluteau (Montreal, 14 april 1957) is een Canadees acteur en speelt in het Engels en Frans.

## Filmografie

### Films
- 2024 La fonte des glaces - als Marc St-Germain
- 2022 La Switch - als sheriff
- 2015 Regression - als dominee Murray
- 2015 Gravy - als Yannick
- 2012 Rouge Sang - als Le Capitaine
- 2010 L'enfant prodige– als Pipo
- 2010 The Making of Plus One - als Gil
- 2009 Don’t Look Up - als Grigore
- 2008 Inconceivable - als Malcolm Blay
- 2008 Snow Buddies - als Francois (stem)
- 2007 Walk All Over Me - als Rene
- 2006 Disappearances - als Carcajou
- 2005 Desolation Sound – als Benny
- 2004 Gerald L'Ecuyer: A Filmmaker's Journey - als zichzelf
- 2003 On Thin Ice - als Will
- 2002 Julie Walking Home - als Alexy
- 2002 Dead Heat - als Tony
- 2001 Solitude - als broeder Gerard
- 2000 Urbania - als Bill
- 1999 Restless Spirits - als Charles Nungesser
- 1999 Senso unico - als Francesco
- 1998 Shot Through the Heart - als Zijah
- 1998 Animals with the Tollkeeper - als jonge Laurent
- 1998 Conquest - als Pincer Bedier
- 1997 Bent - als Horst
- 1996 I Shot Andy Warhol - als Maurice Girodias
- 1996 The Suicide - als Semyon
- 1995 Other Voices, Other Rooms - als Randolph Skully
- 1995 Le confessionnal - als Pierre Lamontagne
- 1992 Mrs. 'Arris Goes to Paris - als Andre
- 1992 Dotkniecie reki - als Stefan
- 1992 Orlando - als de Khan
- 1991 Black Robe - als Laforgue
- 1989 Jésus de Montréal - als Daniel
- 1987 Les fous de Bassan - als Perceval Brown
- 1986 Sonia - als Claude
- 1984 Les années de rêves - als Fernand
- 1983 Rien qu'un jeu - als D.J.

### Televisieseries
(Alleen televisieseries met minimaal twee afleveringen.)
- 2015-2016 Vikings – als Emperor Charles - 13 afl.
- 2010 The Tudors – als ambassadeur Charles de Marillac - 5 afl.
- 2007 Race to Mars - als Antoine Hébert - 2 afl.
- 2004 24 – als Marcus Alvers - 5 afl.
- 1997 Nostromo - Martin Decoud - 4 afl.

## Genie Awards
- 1996 in de categorie Beste Leidende Rol door een Acteur in de film Le confessionnal - Genomineerd.
- 1990 in de categorie Beste Leidende Rol door een Acteur in de film Jésus de Montréal - Gewonnen.

- Bibsys: 4036373
- Biblioteca Nacional de España: XX1094354
- Bibliothèque nationale de France: cb14156830h (data)
- Gemeinsame Normdatei: 142303348
- International Standard Name Identifier: 0000 0000 8083 6246
- Library of Congress Control Number: no96028606
- Nationale Bibliotheek van Tsjechië: xx0155159
- Nationale Bibliotheek van Israël: 987007520768605171
- Nederlandse Thesaurus van Auteursnamen: 11976895X
- Système universitaire de documentation: 078161215
- Virtual International Authority File: 4522824
- WorldCat: E39PBJwmXjqmT4688MW4Wq4g8C